# SonntagsZeitung
De SonntagsZeitung is sinds 1987 een Duitstalige Zwitserse zondagskrant van Tamedia AG. De oplage bedroeg in 2018 ca. 152.000 (in 2008 nog 200.000) ; hoofdredacteur is Arthur Rutishauser. De artikelen zijn een mix van nieuws en entertainment verdeeld in acht katernen: nieuws, focus, sport, cultuur, economie, kennis, trends, en reizen. 